# Юань Цзяцзюнь
Юань Цзяцзюнь (род. в сентябре 1962, Тунхуа, Цзилинь) — китайский инженер и политик, секретарь (глава) горкома КПК Чунцина с 8 декабря 2022 года.
Член ЦК КПК 19 и 20-го созывов (с 2017 года), член Политбюро ЦК КПК 20-го созыва.
С 2020 по 2022 гг. глава парткома КПК пров. Чжэцзян, в 2017—2020 гг. её губернатор, с 2014 года вице-губернатор. Доктор философии по инженерии.
Член КПК с ноября 1992 года.
Кандидат в члены ЦК КПК 17 созыва (2007—2012). В 2004—2014 гг. вице-председатель Китайской ассоциации по науке и технике. В 2003—2014 гг. президент Китайской академии космических технологий, в 1996—2000 гг. её вице-президент.
По национальности ханец. Работал в сфере аэрокосмической промышленности Китая, занимал должность главного командира систем космических кораблей серии Шэньчжоу. С марта 2012 года работал в Нинся-Хуэйском автономном районе (Северо-Западный Китай), за чем стал членом бюро комитета КПК пров. Чжэцзян и зам. губернатора провинции, с октября 2016 года — заместителем секретаря бюро комитета КПК.
8 декабря 2022 года решением Центрального Комитета Компартии Китая назначен секретарём парткома КПК города Чунцин.
Его причисляют в члены так называемого «аэрокосмического клана» (наряду с Чжан Цинвэем и Сюй Дачжэ).